# Michelle Williamsová (herečka)
Michelle Ingrid Williamsová (nepřechýleně Williams; * 9. září 1980) je americká herečka. Poprvé se objevila na televizních obrazovkách ve 13 letech v seriálu Pobřežní hlídka. O rok později si zahrála ve filmu Lassie. Následovaly hostující role v seriálech Krok za krokem nebo Kutil Tim. Zlom v kariéře nastal s hlavní rolí v seriálu Dawsonův svět (1998–2003). V roce 2005 získala nominaci na Oscara za výkon ve filmu Zkrocená hora. Další nominace na Oscara získala za výkony ve filmech Blue Valentine (2010), Můj týden s Marilyn (2011) a Místo u moře (2016).
V roce 2014 si poprvé zahrála na Broadwayi v muzikálu Kabaret. V roce 2016 si zahrála v divadelní hře Blackbird. Za výkon byla nominována na cenu Tony. Za roli v minisérii Fosse/Verdonová získala cenu Emmy a Zlatý glóbus.

## Životopis
Narodila se jako nejmladší z pěti dětí Carle a Larrymu Williamsovým. Když jí bylo devět, rodina se přestěhovala do San Diega a Michelle se brzy začala zajímat o herectví. S rodiči se kvůli tomu nepohodla, kvůli herecké kariéře opustila školu a začala hrát Jen Lindleyovou v seriálu Dawsonův svět. To byla její průlomová role, ale již předtím se objevila v seriálech jako Lassie, Pobřežní hlídka, Krok za krokem nebo Kutil Tim. Hrála také třeba ve filmech Halloween: H20 nebo Prokletá farma, kde se objevila vedle Michelle Pfeifferové.
Během účinkování v Dawsonově světě a po něm se objevila v několika nezávislých filmech jako třeba Čmuchalky s Kirsten Dunst. V roce 2005 získala pozornost kritiků i diváků díky filmu Zkrocená hora, za kterou získala nominace na Oscara, Zlatý glóbus i Cenu BAFTA. V roce 2007 se objevila vedle Cate Blanchett, Richarda Gera, Heatha Ledgera a Julianne Moore ve filmu Beze mě: Šest tváří Boba Dylana.
V roce 2010 ji Martin Scorsese obsadil do role mrtvé manželky ze snů Teddyho Danielse (toho ztvárnil Leonardo DiCaprio) ve filmové adaptaci thrilleru Dennise Lehanea Prokletý ostrov. Ve stejném roce se objevila vedle ve snímku Blue Valentine, kde s Ryanem Goslingem ztvárnili manželský pár v krizi. Za tento film si vysloužila opět nominace na Oscara i Zlatý glóbus.
V roce 2011 získala roli Marilyn Monroe, o kterou se ucházely také Kate Hudson, Scarlett Johansson a Amy Adams, ve filmu Můj týden s Marilyn, který zobrazuje natáčení snímku Princ a tanečnice z roku 1957. Za ten se konečně dočkala Zlatého glóbu a byla také znovu nominovaná na Oscara a cenu BAFTA.

### Osobní život
Williamsová byla zasnoubená s hercem Heathem Ledgerem, se kterým má dceru Matildu Rose Ledger, jejímiž kmotry jsou Jake Gyllenhaal a Busy Philippsová, se kterou Michelle hrála v Dawsonově světě. Po tříletém vztahu se podle některých zdrojů Williamsová a Ledger rozešli, krátce na to však Ledger zemřel a Michelle jeho smrt zasáhla. Během let 2018 až 2019 byla provdaná za hudebníka Phila Elvera. V roce 2020 se provdala za režiséra Thomase Kaila, dvojice spolu očekává potomka. V červnu 2020 se jim narodil syn Hart. Na podzim 2022 se jim narodil druhý potomek, ale není známo jméno ani pohlaví.

## Filmografie

### Film
| Rok  | Název                           | Role              | Poznámky |
| ---- | ------------------------------- | ----------------- | --- |
| 1994 | Lassie                          | April Porter      | |
| 1995 | Raising Caines                  | Trish Caines      | |
| 1995 | Mutant                          | mladá Sil         | |
| 1995 | Pán času                        | Annie             | |
| 1997 | Únos profesora Griffina         | Maya              | |
| 1997 | Prokletá farma                  | Pammy             | |
| 1998 | Halloween: H20                  | Molly Cartwell    | |
| 1999 | Čmuchalky                       | Arlene Lorenzo    | |
| 1999 | But I'm a Cheerleader           | Kimberly          | |
| 2001 | Parfém                          | Halley            | |
| 2001 | S tebou i bez tebe              | Holly             | |
| 2001 | Prozacový národ                 | Ruby              | |
| 2003 | Svět podle Lelanda              | Julie Polard      | |
| 2003 | Přednosta                       | Emily             | |
| 2004 | A Hole in One                   | Anna Watson       | |
| 2004 | Země hojnosti                   | Lana              | |
| 2004 | Obyčejní hrdinové               | Penny Travis      | |
| 2005 | Baxter                          | Cecil Mills       | |
| 2005 | Zkrocená hora                   | Alma              | nominace na Oscara v kategorii Nejlepší herečka ve vedlejší roli nominace na Zlatý glóbus v kategorii Nejlepší herečka ve vedlejší roli nominace na cenu BAFTA v kategorii Nejlepší herečka ve vedlejší roli nominace na cenu BAFTA v kategorii Vycházející hvězda |
| 2006 | Jestřáb umírá                   | Betty             | |
| 2006 | Hořká krajina                   | Samantha          | |
| 2007 | Beze mě: Šest tváří Boba Dylana | Coco Rivington    | |
| 2008 | V plamenech                     | mladá matka       | |
| 2008 | Podvod                          | S                 | |
| 2008 | Wendy a Lucy                    | Wendy             | |
| 2008 | Synecdoche, New York            | Claire Keen       | |
| 2009 | Mamut                           | Ellen Vidales     | |
| 2010 | Blue Valentine                  | Cindy             | nominace na Oscara v kategorii Nejlepší herečka nominace na Zlatý glóbus v kategorii Nejlepší herečka v dramatu |
| 2010 | Prokletý ostrov                 | Dolores           | |
| 2010 | Zkratkou v Oregonu              | Emily Tetherow    | |
| 2011 | Take This Waltz                 | Margot            | |
| 2011 | Můj týden s Marilyn             | Marilyn Monroe    | Zlatý glóbus v kategorii Nejlepší herečka v komedii nebo muzikálu nominace na Oscara v kategorii Nejlepší herečka nominace na cenu BAFTA v kategorii Nejlepší herečka v hlavní roli                                                                                |
| 2013 | Mocný vládce Oz                 | Annie / Glinda    | |
| 2014 | Suite française                 | Lucille Angellier | |
| 2016 | Jisté ženy                      | Gina Lewis        | |
| 2016 | Místo u moře                    | Randi             | |
| 2017 | Okouzlení                       | Elaine            | cameo |
| 2017 | Všechny prachy světa            | Gail Harris       | |
| 2017 | Největší showman                | Charity Barnum    | |
| 2018 | Jsem božská                     | Avery LeClaire    | |
| 2018 | Venom                           | Ann Weying        | |
| 2019 | Po svatbě                       | Isabel            | |
| 2021 | Venom 2: Carnage přichází       | Ann Weying        | |
| 2022 | Fabelmanovi                     | Mitzi Fabelman    | |
| 2022 | Showing Up                      | Lizzie Carr       | |

### Televize
| Rok       | Název                    | Role             | Poznámky                            |
| --------- | ------------------------ | ---------------- | ----------------------------------- |
| 1993      | Pobřežní hlídka          | Bridget Bowers   | díl: „Race Against Times: Part 1“   |
| 1994      | Krok za krokem           | JJ               | díl: „Rozum vs. hormony“            |
| 1995      | Kutil Tim                | Jessica Lutz     | díl: „Wilsonova přítelkyně“         |
| 1996      | My Son Is Innocent       | Donna            | TV film                             |
| 1998–2003 | Dawsonův svět            | Jen Lindleyová   | hlavní role, 128 dílů               |
| 2000      | Kdyby zdi mohly mluvit 2 | Linda            | TV film                             |
| 2013      | Město žen                | Laurieina sestra | díl: „Kdo uteče vyhraje“            |
| 2019      | Fosse/Verdonová          | Gwen Verdonová   | minisérie, také výkonná producentka |

### Hudební videa
| Rok  | Název sklady | Umělec       | Poznámky |
| ---- | ------------ | ------------ | -------- |
| 2012 | „Paradise“   | Wild Nothing |          |

### Divadlo
| Rok  | Název              | Role         | Divadlo                       |
| ---- | ------------------ | ------------ | ----------------------------- |
| 1999 | Zabiják Joe        | Dottie       | SoHo Playhouse                |
| 2002 | Smelling a Rat     | Melanie-Jane | Samuel Beckett Theatre        |
| 2004 | The Cherry Orchard | Varya        | Williamstown Theatre Festival |
| 2014 | Kabaret            | Sally Bowles | Studio 54                     |
| 2016 | Blackbird          | Una          | Belasco Theatre               |